# Gregorio Antonio Maria Salviati

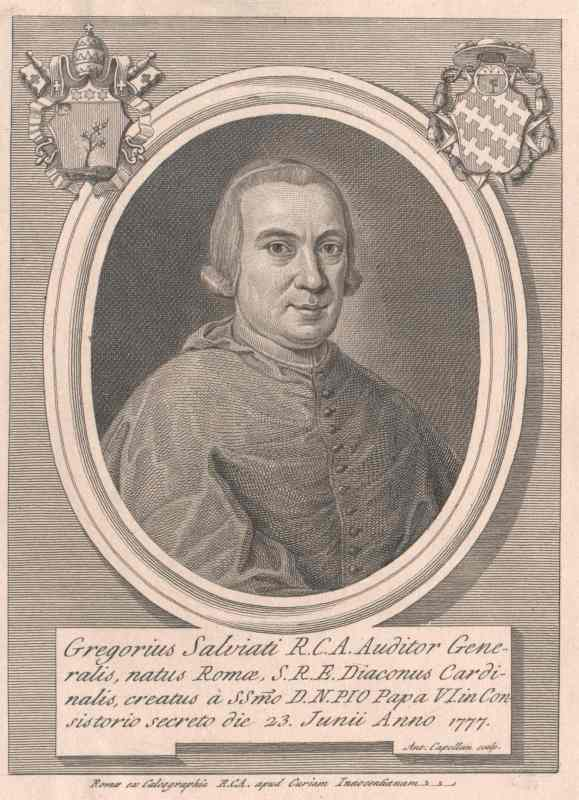
Gregorio Kardinal Salviati

Gregorio Antonio Maria Salviati (* 12. Dezember 1727 in Rom; † 5. August 1794, ebenda) war Kardinal der Römischen Kirche.

## Leben
Von 1760 bis 1766 als Vizelegat in Avignon, war er Generalauditor der Apostolischen Kammer. Am 23. Juni 1777 erhob Papst Pius VI. ihn zum Kardinal und ernannte ihn am 28. Juli 1777 zum Kardinaldiakon der Titeldiakonie Santa Maria della Scala. Am 27. August 1777 befreite ihn der Papst von der Verpflichtung zum Empfang der Weihen, so dass er keinerlei Weihen empfing. Vom 27. September 1780 an Kardinaldiakon von Santa Maria in Cosmedin, wurde er am 29. November 1790 Kardinaldiakon von Santa Maria in Via Lata. Salviati war auch Kardinalprotodiakon.
Er war der letzte männliche Vertreter des bedeutenden Florentiner Adelsgeschlechts Salviati, dessen Vermögen über seine Schwester Anna Maria, Gemahlin des Marcantonio IV. Borghese (1730–1800), auf jene Familie überging.